# Midgard Licht

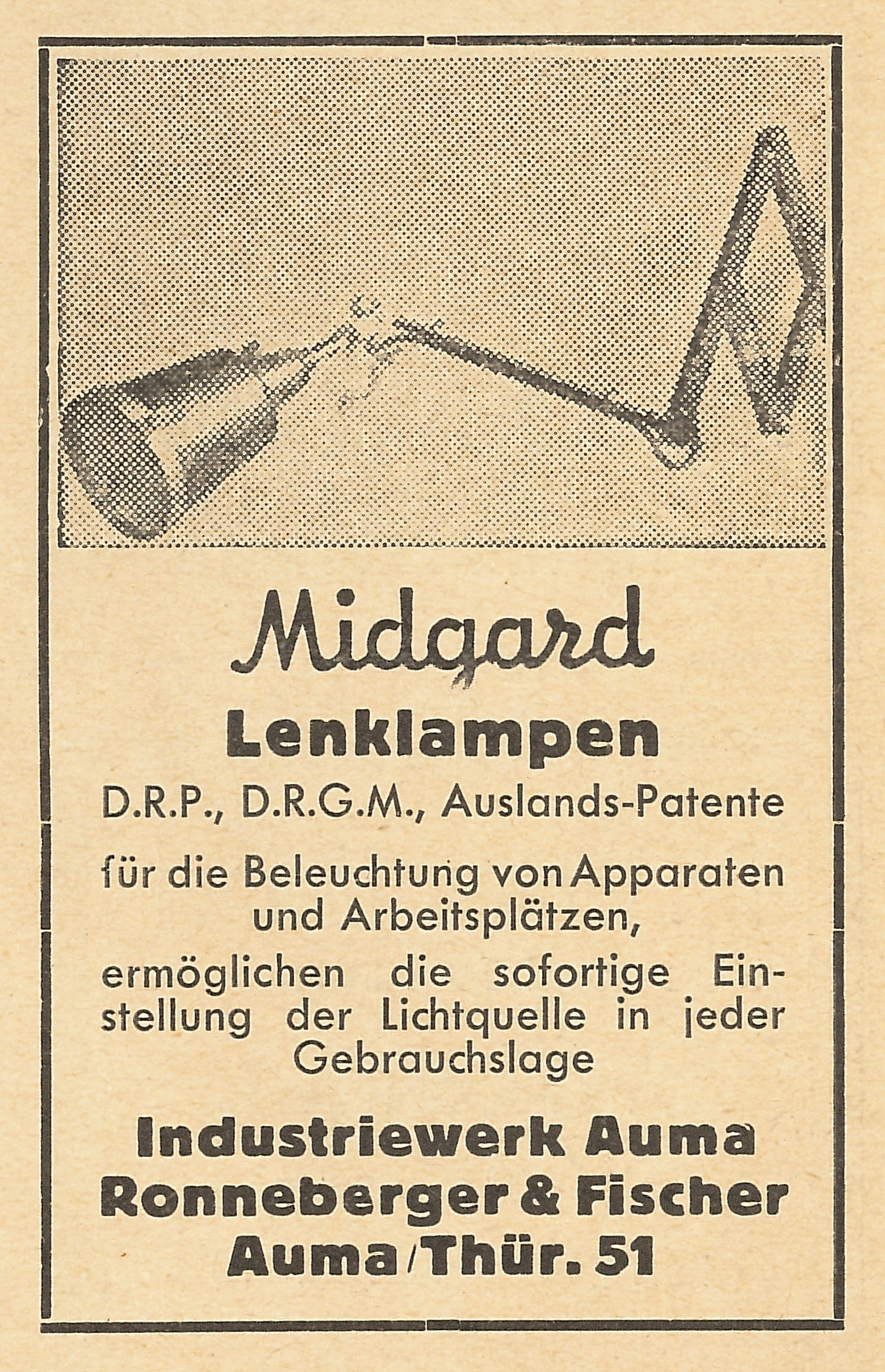
Printwerbung für Midgard Lenklampen, um 1935

Die Midgard Licht GmbH ist eine Leuchtenfirma, die sich aus dem 1912 gegründeten, 1919 von Curt Fischer (1890–1956) übernommenen und neu ausgerichteten Unternehmen Industriewerk Auma Ronneberger & Fischer entwickelt hat. Curt Fischer gilt als Erfinder des lenkbaren Lichts. Mit seinen Leuchten wurden unter anderem die Ateliers und Wohnungen im Bauhaus Dessau eingerichtet.

## Geschichte
1919 übernahm Curt Fischer, einer der großen Ingenieure und Designer des 20. Jahrhunderts, im Thüringischen Auma das Industriewerk Auma, das Maschinen zur Produktion von Industrieporzellan herstellte. Er ergänzte den Firmennamen durch Ronneberger und Fischer, im Gedenken an Konrad Ronneberger, der die Fabrik 1912 gegründet hatte, und drei Jahre später im Krieg gefallen war.

### 1920–1956
Als große Bewunderer der „Midgard“-Leuchten gelten Walter Gropius und Marcel Breuer. Nicht nur Ateliers des Bauhauses waren mit ihnen ausgestattet, sondern auch einige der Dessauer Meisterhäuser, insbesondere das Wohnzimmer im Haus Gropius. Zwischen 1927 und 1931 standen Gropius und Fischer in Briefkontakt, wobei sich Fischer oftmals Rat suchend an Gropius wandte und dieser ihn bereitwillig unterstützte. Ausstellungsprojekte und Einrichtungen von Gropius, Breuer und vielen Architekten und Gestaltern am Bauhaus und darüber hinaus wurden in der Folge mit Midgard-Leuchten ausgestattet, 
Dafür, dass Curt Fischer kein Anhänger der Nationalsozialisten war, sprechen Aussagen von Zeitzeugen und die Dokumente aus dem Archiv der Firma Ronneberger & Fischer. So verzichtete Fischer in überlieferten Briefen der Zeit auf die damals üblichen Grußfloskeln. Es gelang ihm, zu verhindern, dass seine Firma zum Rüstungsbetrieb wurde, sie beschränkte sich auch während des Kriegs auf die Produktion von Leuchten.
Die „Midgard“-Produkte, mit einfachen Mitteln, aber kontinuierlich beworben, wurden immer beliebter. Curt Fischer entwarf trotz Rohstoffmangels auch Leuchten für den Wohnbereich und entwickelte seine Entwürfe weiter. Eine Variation der Scherenleuchte bekam einen fast zwei Meter langen Wandarm, ideal, um Zeichen- und Kartentische zu beleuchten. Unter anderem befand sich ein solches Modell in den Räumlichkeiten der Werft Blohm+Voss. Die Bauhausstudentin und Designerin Marianne Brandt, die ebenfalls Leuchten entwarf, schrieb einst: „Beneidet haben wir später die Erfinder des Armes der Midgardleuchte – unsere Lampe war ja auch verstellbar, aber eben nicht so elegant.“

### 1956–1989
Nach dem Tod des Vaters (1956) übernahm Wolfgang Fischer (Jahrgang 1924) die Firma Ronneberger & Fischer, bis sie 1972 enteignet wurde. Es kam zur Umbenennung und Umstrukturierung der Firma: Der VEB Industrieleuchtenbau Auma wurde dem VEB Raumleuchte Zeulenroda angegliedert und als Fertigungsbereich unterstellt.
Im Betriebsteil in Auma wurden zum einen weiterhin Curt Fischers Maschinenleuchte produziert, wobei so sehr an Materialqualität gespart wurde, dass von seinen Errungenschaften nicht mehr viel übrig blieb. Im Gegenteil: Waren seine Zwei-Schrauben-Gelenke einst tatsächlich wartungsfrei, legten sich diejenigen, die sich zu DDR-Zeiten eine Maschinenleuchte kauften, oft gleich einen Schraubenschlüssel daneben. Denn die Gelenke waren nun so einfach verarbeitet, dass man die Schrauben ständig nachziehen musste.
Zudem wurde – und zwar hauptsächlich – ein Produkt hergestellt, das sich als internationaler Erfolg erweisen sollte: die Federzugleuchte für Ikea.

### 1989–2014
Nach der Wende wurde die Firma reprivatisiert. Im Zuge der Währungsunion konnte man die Zusammenarbeit mit Ikea nicht mehr lange aufrechterhalten, da die Produktionskosten stiegen. Arbeit und Materialien wurden nicht weiter subventioniert. Es gelang Wolfgang Fischer Manufactum für den Vertrieb einer qualitativ verbesserten und damit hochwertigeren Federzugleuchte, nun ganz aus Metall, zu gewinnen.
Eine historische Leistung war es auch, dass er sich in den 1990er-Jahren bei der Herstellung der Maschinenleuchte wieder an den Entwürfen seines Vaters orientierte. Eine wichtige Grundlage für die heutige Entwicklung von Midgard. Ebenfalls ein Zeichen für Wolfgang Fischers Weitsicht: Selbst in den schwierigen 1970er- und 1980er-Jahren hatte er Marken und Patentrechte, was mit nicht unerheblichen Zahlungen an das Patentamt der DDR verbunden war. Nur so konnte 1989 aus der Marke „Midgard“ die Firma Midgard-Licht GmbH entstehen.
Zwölf Jahre lang leitete Wolfgang Fischer die Midgard-Licht GmbH, allerdings ohne langfristigen wirtschaftlichen Erfolg. Deshalb bat er seine Stieftochter Anja Specht um Hilfe. Von 2002 bis 2008 richtete sie unter Mithilfe ihrer Schwester Susi Reifenstahl die Firma neu aus. Die neuen Inhaberinnen brachten Curt Fischers Lenkleuchten wieder auf den Markt, erweiterten die Produktpalette und gewannen Designpreise. Nach dem Ausscheiden von Anja Specht aber blieben auch diese Initiativen ohne Erfolg.

### Ab 2015
2015 übernahmen David Einsiedler und Joke Rasch, die Gründer des Hamburger Möbelunternehmens „Ply“, neben den Rechten an den drei klassischen Midgard-Leuchtenserien (Maschinenleuchte, Lenklampen und Federzugleuchte) die Produktionswerkzeuge und das Firmenarchiv mit hunderten von Originalzeichnungen, Fotos und Briefen. Die beiden Unternehmer verlegten das bis dahin im thüringischen Auma beheimatete Unternehmen nebst Produktion nach Hamburg. Hier wurde die Produktionsstrecke von Grund auf neu aufgebaut, modernisiert und unter Verwendung von originalen Werkzeugen und Maschinen wieder in Betrieb genommen.
Im Januar 2017 starteten die beiden Möbel- und Leuchtenexperten mit der Wiederaufnahme der Produktion von Curt Fischers modular konfigurierbarer Maschinenleuchte, heute Midgard Modular. Erstmals um 1930 hergestellt, gehört sie zu den frühen Gelenkleuchten der klassischen Moderne. „Wir bauen im historischen Kontext“, erklären David Einsiedler und Joke Rasch – und bringen so Licht in ein Stück vergessene Designgeschichte. 2017 & 2018 folgten dann die Wiederaufnahme der Produktion der Federzugleuchte als Ganzmetallleuchte sowie die Übernahme der Produktion der schwenkbaren Pendelleuchte K831.
Im Jahr 2020 stellt Midgard Licht erstmals seit über 50 Jahren einen neuen Entwurf vor in Zusammenarbeit mit dem Industriedesigner Stefan Diez, die Ayno Lighting Family, welche im Rahmen der Kölner Möbelmesser IMM erstmals der Öffentlichkeit vorgestellt wurde und Ende 2020 Produktreife erzielte.
Die Ayno Lighting Family gewann die Auszeichnung German Sustainability Award Design 2021, den ersten deutschen Nachhaltigkeitspreis für Design.

## Erfindung des lenkbaren Lichts
Mit dem Ende des Ersten Weltkriegs nahm die Industrialisierung Fahrt auf. Es wurde viel und bis spätabends gearbeitet. Das Tageslicht reichte nicht mehr aus und die damals üblichen Decken- und Pendelleuchten spendeten nur Licht von oben. Die Folge: Man verschattete mit seinem Körper den Arbeitsplatz und damit das Werkstück. Für einen Tüftler wie Curt Fischer – er hatte während des Kriegs Kutschen in mobile Funkstationen verwandelt und die Kommunikationsgeräte für den Zeppelin mitentwickelt – eine spannende Herausforderung. Bereits im November 1919 hatte er eine Lösung parat: Für seinen beweglichen Universalwandarm, eine Scherenleuchte, erhielt er mit Wirkung zum 26. November 1919 das Patent. Mit einer Hand kann man das Licht zu sich heranziehen, den Kopf der Leuchte drehen und einstellen, um den Lichtkegel im gewünschter Weise auf den Arbeitsplatz oder das zu fertigende Werkstück zu richten. Lässt man den Wandarm los, schnappt er nicht zurück, sondern bleibt – und mit ihm der Lichtschein – genau dort, wo man ihn braucht.
Dem Entwurf folgten weitere Leuchten. Die berühmtesten: das Modell Nr. 113, das auf Grund seines gebogenen Stabs auch als „Peitsche“ bezeichnet wurde und bald ins neu erbaute Bauhaus Dessau einziehen sollte, sowie das Modell Nr. 114 und die Maschinenleuchte mit Fischers Patent, den wartungsfreien Gelenken, die sich um 1937 aus diesen beiden Vorläufern entwickelte.
Diese Gelenkleuchten sind es, die Curt Fischer zum Erfinder des lenkbaren Lichts machten. Und nicht nur das: 1922 stellte er den ersten blendfreien Reflektor – drehbar und asymmetrisch – her, der für optimal gerichtetes Licht sorgte und die Augen desjenigen, der im Lichtschein arbeitete, schützte.
Die Patente und andere Schutzrechte, von den er bis zu seinem Tod 1956 rund 160 erworben hatte, ließ Curt Fischer auf seinen Namen eintragen. Sein Sohn Wolfgang Fischer ließ Patente später auf den Namen „Midgard“ eintragen. Nach der Rückgabe des 1972 in der DDR verstaatlichten Unternehmens nannte er die Marke, unter der das Industriewerk Auma Ronneberger & Fischer seine Leuchten herstellte.

## Markenname
Midgard ist das germanische Wort für Welt oder Erde. Zu Lebzeiten von Curt Fischer war die nordische Mythologie sehr en vogue, was die Namensgebung erklärt. Ein Blick auf das damalige Logo lässt unterschiedliche Interpretationen zu: Eine Sonne wird von einem Dreieck – möglicherweise die Abstraktion eines Reflektors – vor einer Schlange beschützt. Und zwar vor der Midgardschlange, die laut Legende in dem großen Weltenmeer, das Midgard umschließt, ihr Unwesen treibt – und schließlich vom Gott Thor besiegt wird. Der Mythos besagt, dass die lichtscheue Midgardschlange den Himmel vergiften wollte. Und so könnte das Logo bedeuten, dass Curt Fischers Leuchten das Böse fernhalten sollten, was ihre Leistungskraft unterstreichen würde. Vielleicht ist die Schlange aber auch eine Anspielung auf die Beweglichkeit der „Midgard“-Leuchten oder auf den Fluss Auma.